# Correspondance entre les articles des différentes versions du traité sur l'Union européenne
Le traité sur l'Union européenne a été modifié plusieurs fois depuis son entrée en vigueur le 1er janvier 1993. Chaque version a entrainé une modification de la numérotation du traité.

## Évolution du traité
Le traité, adopté en 1992, a été modifié 3 fois par le traité d'Amsterdam de 1999, le traité de Nice de 2003, et celui de Lisbonne en 2009.